# Panetij
Panetij [panétij] (starogrško Παναίτιος: Panáitios), starogrški filozof, * 180 pr. n. št., Lind na Rodu, grčija, † 110 pr. n. št. (109 pr. n. št.).

## Življenje in delo
Panetij je v Rimu z velikim uspehom širil stoicizem in grško filozofijo, Leta 129 pr. n. št. je prešel v Atene. Pisal je proti astrološkim prerokovanjem in proti mantiki.
Zavračal je učenje o nesmrtnosti duše. Zastopal je delni skepticizem. Panetij je bil Posidonijev učitelj.